# Annemarie Norden
Annemarie Norden (* 27. November 1910 in Oranienburg; † März 2008 in Hamburg, geboren als Annemarie Stammer) war eine deutsche Schriftstellerin.

## Leben
Annemarie Norden wuchs in Berlin auf. Sie absolvierte ein Studium der Wirtschaftswissenschaften, das sie mit dem Grad eines Diplom-Kaufmanns abschloss. Sie war in der Industrie tätig, heiratete dann und widmete sich der Erziehung ihrer beiden Kinder. Ab 1954 veröffentlichte Annemarie Norden Kinderbücher. In Keine Zeit für Mona widmete sie sich in einer realistischen Kindergeschichte dem Thema der Zerstörung der Kindergeborgenheit. Daneben schrieb sie Hörspiele und Beiträge für den Schulfunk des Norddeutschen Rundfunks. Zudem war sie als Übersetzerin von Literatur aus dem Japanischen tätig.

## Werke
- Der rote Möbelwagen, Braunschweig 1954
- Der Mann mit dem Grashüpfer, Braunschweig 1957
- Keine Zeit für Mona, Stuttgart 1960
- Onkel Fritz aus Pernambuco, Stuttgart 1963
- Die Nacht bei Killekopp, Stuttgart 1964
- Franziska Struwwelkopf, Stuttgart 1967
- Mehr von Franziska Struwwelkopf, Stuttgart 1971
- Als Tom und Tina verlorengingen, Dortmund 1974
- Was hättet ihr getan?, Dortmund 1977
- Der Junge aus dem Gebüsch, Dortmund 1978
- Was man mit den Sachen so alles machen kann, Dortmund 1979
- Die Meckerpause, Würzburg 1982
- Was geschieht bei Killekopp?, Menden/Sauerland 1982
- Doof ist sie nicht!, Würzburg 1986
- Als Anna verschwand, Würzburg 1990
- Geldverdienen ist nicht leicht, Würzburg 1991

## Übersetzungen
- Bunshū Iguchi: Pupunga, das Elefantenkind, Hamburg 1986
- Toshio Imanari: Pit und die Maulwürfe, Hamburg 1982
- Kōta Taniuchi: Ein kleines Flugzeug für Taro, Hamburg 1984